# Zūrāntel
Zūrāntel (persiska: زُّرَنتِل, Zūrān Tall, زورانتل, كَلِكِ زورانتِل) är en ort i Iran.   Den ligger i provinsen Lorestan, i den västra delen av landet, 400 km sydväst om huvudstaden Teheran. Zūrāntel ligger 783 meter över havet och antalet invånare är 372.
Terrängen runt Zūrāntel är huvudsakligen kuperad. Zūrāntel ligger nere i en dal. Runt Zūrāntel är det ganska glesbefolkat, med 28 invånare per kvadratkilometer. Närmaste större samhälle är Keyānābād, 11,0 km sydväst om Zūrāntel. Omgivningarna runt Zūrāntel är i huvudsak ett öppet busklandskap.